# Не болит голова у дятла
«Не болит голова у дятла» — советский художественный фильм, поставленный на киностудии «Ленфильм» в 1974 году режиссёром Динарой Асановой.
В фильме исполнила свою первую роль Елена Цыплакова, впоследствии ставшая известной актрисой и кинорежиссёром. Кинокартина также стала первой в СССР, при съёмках которой использована технология дополнительной дозированной засветки киноплёнки для управления цветом изображения.
Премьера фильма в СССР состоялась 5 ноября 1975 года.

## Сюжет
Семиклассник Сева Мухин по прозвищу Муха увлекается музыкой и учится играть на ударной установке. Он заворожённо смотрит из-за стекла на репетицию джазового ансамбля в местном клубе и тоже хочет сыграть в группе. Но пока за его музыку ему достаётся от старшего брата-баскетболиста Андрея и соседа-парикмахера Стакан Стаканыча, который норовит в отсутствие Севы сдать его барабаны в металлолом.
Ещё Севе нравится девочка из их класса, красавица Ира Фёдорова. Они дружат, однако идеальными их отношения не назовёшь: они то ссорятся, то мирятся. К тому же Сева ревнует Иру к какому-то Валерке, о котором она говорит, что тот всё знает, даже «где у кузнечика уши».
На летних каникулах Севе удаётся собрать единомышленников и создать музыкальную группу. Потом он уезжает в летний лагерь. Тем временем Ира приходит к их однокласснику Булкину (Батону) и говорит, что уезжает из-за того, что её отца-военного переводят в Мурманск. Ира трогательно сообщает об этом в письме Мухе, после чего тот пешком добирается до городского железнодорожного вокзала, где, понимая, что опоздал, бежит за поездом, увозящим Иру.

## В ролях
| Актёр               | Роль                           |
| ------------------- | ------------------------------ |
| Саша Жезляев        | Сева Мухин (Муха)              |
| Лена Цыплакова      | Ира Фёдорова                   |
| Саша Богданов       | Лёва Булкин (Батон)            |
| Ира Обольская       | Капа Тарарухина                |
| Денис Козлов        | Миша                           |
| Андрей Никитин      | Гаврила                        |
| Юля Шишкина         | Даша                           |
| Екатерина Васильева | Татьяна Петровна , учительница |
| Николай Гринько     | отец Мухи                      |
| Татьяна Волкова     | бабушка Мухи                   |
| Павел Ростовский    | Андрей Мухин                   |
| Михаил Светин       | Степан Степанович , парикмахер |
| Владимир Васильков  | ударник                        |
| Ростислав Чевычелов | флейтист                       |
| Анатолий Коваленко  | флейтист                       |
| Борис Лебединский   | гитарист                       |
| Эдуард Левкович     | бас-гитарист                   |

## Съёмочная группа
- Автор сценария — Юрий Клепиков
- Режиссёр-постановщик — Динара Асанова
- Оператор-постановщик — Дмитрий Долинин
- Художник-постановщик — Владимир Светозаров
- Композитор — Евгений Крылатов
- Звукооператор — Борис Андреев
- Режиссёр — Людмила Кривицкая

## Производство
Жизнь героев проходит в относительной близости от «Ленфильма» — на Крестовском и Каменном островах, Петроградской стороне и на Чёрной речке (где находится школа).
Фильм снимался в Ленинграде в школе № 53 (ул. Школьная 19).
Оператор Дмитрий Долинин предложил режиссёру выбрать школьный двор вблизи железной дороги, где постоянно курсировали электрички, с чем Динара Асанова охотно согласилась.

## Отзывы
Киновед Виктор Дёмин, не умаляя профессиональных достоинств работы режиссёра, обращал внимание на «новизну, оригинальность художественной мысли». Критик также отмечал ощущение подлинности в картине: «Клепиков и Асанова воспринимают своих героев всерьез, судят их по законам, равно приложимым и к самим себе. Отсюда сила сострадания к герою, восхищения им и, главное, размышления о нем…»

## Награды
- Медаль и диплом лауреата Д. Асановой на II Ленинградском смотре творческой молодежи (1976)
- Звание лауреата В. Светозарову на III Ленинградском смотре творческой молодежи (1978)